# Tubo a raggi catodici
Il tubo a raggi catodici, o semplicemente tubo catodico, in sigla CRT (acronimo del corrispondente termine inglese "Cathode-Ray Tube"), è un tipo di tubo elettronico (normalmente un tubo a vuoto) usato fino agli inizi degli anni 2000 per realizzare vari tipi di apparecchi elettronici, i più noti dei quali sono la telecamera, il televisore e il monitor per computer.

## Storia
Il primo tubo a raggi catodici della storia è il tubo di Crookes, realizzato da William Crookes nei primi anni '70 del XIX secolo. Partendo dal tubo di Crookes, nel 1897, Karl Ferdinand Braun costruì il primo oscilloscopio a tubo catodico della storia usando un tubo a raggi catodici da lui costruito che in seguito prenderà il suo nome, il tubo di Braun. Mentre il tubo di Crookes è un tubo a raggi catodici destinato ad un uso sperimentale di laboratorio, il tubo di Braun è invece il primo tubo a raggi catodici della storia ad avere un'applicazione pratica.
Nel 1907, lo scienziato russo Boris Rosing utilizzò uno schermo CRT in un esperimento per la ricezione di un segnale video che disegnava un'immagine. Riuscì a visualizzare semplici forme geometriche sullo schermo, e questa fu la prima volta che la tecnologia CRT fu impiegata per quella che oggi è conosciuta come la televisione.
Il primo televisore con CRT venne prodotto e commercializzato dalla Telefunken in Germania nel 1934.

## Descrizione

### Tipi
Di seguito sono riportate i tipi di tubi a raggi catodici realizzati nel corso degli anni (tra parentesi è indicato il nome alternativo del dispositivo):
- Dispositivi destinati solo ad un uso sperimentale in laboratorio:
  - tubo di Crookes

- Display:
  - tubo di Braun: inventato nel 1897 da Braun e successivamente perfezionato da Wehnelt, trovò impiego nei primi televisori. I raggi catodici, canalizzati da un diaframma, attraversano il tubo di vetro sottovuoto e vengono deviati da un campo elettromagnetico provocato da bobine poste al di fuori del tubo; infine, scontrandosi con uno schermo al fosforo, diventano fluorescenti.
  - tubo di Braun-Wehnelt
  - cinescopio
    - emiscope
    - trinitron
    - diamondtron

- Tubo da ripresa:
  - image dissector
  - iconoscopio
  - emitron
  - orthicon (orticonoscopio)
  - image orthicon (orticonoscopio a immagine elettronica)
  - vidicon (vidiconoscopio)
  - plumbicon

- Memorie elettroniche:
  - tubo di Williams.

### Riciclo
Tra i rifiuti elettronici, i CRT erano considerati tra i più difficili da riciclare, date le elevate quantità di piombo e di fosfòri (non fòsforo), entrambi necessari per la produzione degli schermi.
I vecchi televisori non rientravano nel ciclo ordinario dei rifiuti urbani, ma dovevano essere riconsegnati da rivenditori o tecnici autorizzati e specializzati, diversamente li si consegnava direttamente alle stazioni ecologiche presenti sui territori dei comuni italiani. La Direttiva 2002/96/CE dell'Unione Europea tratta lo smaltimento e il riciclo degli apparecchi elettrici ed elettronici a fine vita. Grazie allo smaltimento separato, oltre il 75% delle sostanze di un televisore CRT erano riciclabili: il tubo catodico era la vera parte pericolosa. Lo scopo dello smaltimento del televisore era evitare di disperdere nell'ambiente sostanze inquinanti per l'ozono e massimizzare il recupero dei materiali che sono utilizzati in altri impieghi.

## Ultimi modelli
I dispositivi muniti di questa tecnologia sono stati realizzati con vari rapporti d'aspetto, ma sempre con una forma relativamente quadrata ed il rapporto 4:3 è senz'altro uno dei più utilizzati, negli ultimi anni sono stati realizzati anche modelli con rapporto schermo 16:9 come il Philips 32PW8620/12 o il Roadstar CTV-3203XTN, in ogni caso sempre con segnale analogico, ma al finire dell'era dei televisori CRT, venne realizzato il Sony KD-34XBR960 FD Trinitron Wega 34″ CRT TV, che oltre al rapporto d'aspetto 16:9 è munito di connessione HDMI e supporta le risoluzioni 480p, 720p e 1080i, con funzione deinterlacciamento per il 480i.
Nel terzo millennio, con il crescere del fenomeno del retrogaming, questi dispositivi sono talvolta preferiti agli adattatori, oltre ad essere necessari per il funzionamento di alcune periferiche che usano tecnologie legate agli schermi CRT e che pertanto non funzionano con display di altri tipi, ad esempio alcune pistole ottiche.